# Douzième district congressionnel de l'Illinois
Le 12e district congressionnel de l'Illinois est un district situé dans la partie sud de l'État américain de l'Illinois. Il est représenté par le Républicain Mike Bost depuis 2015. Avec un indice CPVI de R+24, c'est le district le plus républicain de l'Illinois.

## Géographie

### Redécoupage de 2011
Le district couvre des parties du Comté de Madison et la totalité des comtés d'Alexander, Franklin, Jackson, Jefferson, Monroe, Perry, Pulaski, Randolph, St.Clair, Union et Williamson, à partir du redécoupage de 2011 qui a suivi le recensement de 2010. Tout ou partie de Belleville, Cahokia, Carbondale, Collinsville, East St. Louis, Granite City, Herrin, Marion, Mt. Vernon, O'Fallon, Shiloh et Swansea sont inclus. Les Représentants de ces districts ont été élus lors des élections primaires et générales de 2012, et les limites sont entrées en vigueur le 5 janvier 2013.

### Redécoupage de 2021
| #   | Comté      | Siège         | Population |
| --- | ---------- | ------------- | ---------- |
| 23  | Clark      | Marshall      | 15 088     |
| 25  | Clay       | Louisville    | 12 999     |
| 27  | Clinton    | Carlyle       | 36 785     |
| 29  | Coles      | Charleston    | 46 060     |
| 33  | Crawford   | Robinson      | 18 300     |
| 35  | Cumberland | Toledo        | 10 261     |
| 47  | Edwards    | Albion        | 5968       |
| 49  | Effingham  | Effingham     | 34 331     |
| 59  | Gallatin   | Shawneetown   | 4670       |
| 65  | Hamilton   | McLeansboro   | 7911       |
| 69  | Hardin     | Elizabethtown | 3569       |
| 77  | Jackson    | Murphysboro   | 52 141     |
| 79  | Jasper     | Newton        | 9144       |
| 81  | Jefferson  | Mount Vernon  | 36 320     |
| 87  | Johnson    | Vienna        | 13 326     |
| 101 | Lawrence   | Lawrenceville | 14 813     |
| 121 | Marion     | Salem         | 36 673     |
| 125 | Massac     | Metropolis    | 13 661     |
| 133 | Monroe     | Waterloo      | 34 957     |
| 145 | Perry      | Pinckneyville | 20 503     |
| 151 | Pope       | Golconda      | 3707       |
| 153 | Pulaski    | Mound City    | 4911       |
| 157 | Randolph   | Chester       | 29 815     |
| 165 | Saline     | Harrisburg    | 22 873     |
| 163 | St. Clair  | Belleville    | 251 018    |
| 181 | Union      | Jonesboro     | 16 667     |
| 185 | Wabash     | Mount Carmel  | 10 942     |
| 191 | Wayne      | Fairfield     | 15 761     |
| 193 | White      | Carmi         | 13 401     |
| 199 | Williamson | Marion        | 66 706     |

### Villes et CDP de 10 000 habitants ou plus
- Belleville - 42 404
- O'Fallon - 32 289
- Carbondale - 25 083
- Charleston - 17 286
- Mattoon - 16 870
- Marion - 16 855
- Fairview Heights - 16 706
- Mount Vernon - 14 600
- Shiloh - 14 098
- Herrin - 12 352
- Effingham - 12 252
- Centralia - 12 182
- Waterloo - 11 013
- Columbia - 10 999

### Villes de 2 500 à 10 000 personnes
- Mascoutah - 8 754
- Olney - 8 701
- Harrisburg - 8 219
- Chester - 7 640
- Salem - 7 282
- West Frankfort - 7 275
- Robinson - 7 150
- Murphysboro - 7 093
- Mount Carmel - 7 015
- Benton - 6 709
- Metropolis - 5 969
- Carterville - 5 848
- Du Quoin - 5 827
- Pinckneyville - 5 066
- Fairfield - 4 883
- Carmi - 4 865
- Flora - 4 803
- Lebanon - 4 691
- Breese - 4 641
- Freeburg - 4 582
- Caseyville - 4 400
- Anna - 4 303
- Lawrenceville - 4 164
- Sparta - 4 095
- Millstadt - 4 071
- Smithton - 4 006
- Marshall - 3 947
- Red Bud - 3 804
- Eldorado - 3 743
- Scott AFB - 3,612
- New Baden - 3 428
- Johnston City - 3 384
- Carlyle - 3 253
- Nashville - 3 105
- Newton - 2 777
- Christopher - 2,697
- Trenton - 2 690
- McLeansboro - 2 675
- Sumner - 2 631

À la suite du redécoupage de 2020, ce district passera de la couverture du sud-est de l'Illinois à l'ensemble du Sud de l'Illinois, enjambant la frontière Illinois-Missouri-Kentucky-Indiana. Il prendra Monroe, Randolph, Clinton, Perry, Jackson, Union, Alexander, Pulaski, Massac, Johnson, Williamson, Jefferson, Marion, Clay, Effingham, Wayne, Hamilton, Saline, Pope, Hardin, Gallatin, White, Edwards, Wabash, Richland, Lawrence, Jasper, Crawford, Cumberland et Clark, la majeure partie du Comté de St. Clair et la moitié du Comté de Coles.
Le Comté de St. Clair est divisé entre ce district et le 13e district. Ils sont séparés par une ligne Conrail line, Tanglewood Parkway, Donner Ridge, Hollywood Heights Rd, Oliver St, CSX Transportation Line, S Oak St, W 5th St, S Lincoln Ave, E US Highway 50, County Rd 218, Old O'Fallon Rd, Frank Scott Parkway E, N Green Mount Rd, S Green Mount Rd, Park Rd, S 59th St, Old St. Louis Rd, Illinois Highway 15, Rolling Acres Ln, Excellence Dr, Powdermill Creek, Cemetery Rd, and Illinois Highway 50. Le 12e district comprend les municipalités de Mascoutah, Lebanon, New Athens, Marissa, Millstadt, Smithton, Freeburg, Summerfield, Scott AFB, Rentchler, Floraville, Paderborn, Fayetteville, St. Libory, Darmstadt et Lenzburg ; la majeure partie de Shiloh ; la moitié d'O'Fallon et une partie de Caseyville, Fairview Heights et Belleville.
Le Comté de Coles est divisé entre ce district et le 15e district. Ils sont divisés par West St, North County Rd 1800 East, Lincoln Prairie Grass Trail, 18th St, County Rd 1600 East, County Rd 400 North, County Rd 1240 East, Illinois Route 16, Dettro Dr, 700 North Rd, Old Fellow Rd, and the Kickapoo Creek. Le 12e district comprend les municipalités d'Ashmore, d'Oakland, Lerna, Janesville (partagé avec le Comté de Cumberland) et Trilla ; une partie du sud de Mattoon et une partie de Charleston.

## Historique de vote
Ce tableau indique comment le district a voté aux élections présidentielles américaines ; les résultats des élections reflètent le vote dans la circonscription telle qu'elle était configurée au moment de l'élection, et non telle qu'elle est configurée aujourd'hui.
| Année | Poste     | Résultats             |
| ----- | --------- | --------------------- |
| 2000  | Président | Gore 53,0 % - 44,0 %  |
| 2004  | Président | Kerry 52,0 % - 48,0 % |
| 2008  | Président | Obama 55,0 % - 44,0 % |
| 2012  | Président | Obama 50,0 % - 48,0 % |
| 2016  | Président | Trump 55,0 % - 40,0 % |
| 2020  | Président | Trump 56,0 % - 41,0 % |

Ce tableau indique comment le district a voté lors des récentes élections à l'échelle de l'État ; les résultats des élections reflètent le vote dans la circonscription telle qu'elle est actuellement configurée, pas nécessairement telle qu'elle était au moment de ces élections.
| Année | Poste             | Résultats                     |
| ----- | ----------------- | ----------------------------- |
| 2016  | Président         | Trump 68,5 % – 26,0 %         |
| 2016  | Sénat             | Kirk 55,9 % – 39,2 %          |
| 2018  | Gouverneur        | Rauner 57,0 % – 33,4 %        |
| 2018  | Procureur Général | Harold 66,7 % – 30,2 %        |
| 2018  | Secrétaire d'État | Jason Helland 50,8 % – 47,1 % |
| 2020  | Président         | Trump 70,5 % – 27,7 %         |
| 2020  | Sénat             | Curran 66,5 % – 30,9 %        |
| 2022  | Sénat             | Salvi 67,9 % – 30,3 %         |
| 2022  | Gouverneur        | Bailey 72,4 % – 25,2 %        |
| 2022  | Procureur Général | Tom Devore 72,0 % – 25,6 %    |
| 2022  | Secrétaire d'État | Brady 72,0 % – 25,8 %         |

## Liste des Représentants du district
| Membre                          | Parti        | Années                           | Congrès     | Histoire électorale | Zone géographique |
| ------------------------------- | ------------ | -------------------------------- | ----------- | --- | --- |
| District établit le 4 mars 1863 |              |                                  |             | | |
| William Ralls Morrison          | Démocrate    | 4 mars 1863 - 3 mars 1865        | 38e         | Élu en 1862. Perds sa réélection. | 1863–1873 Clinton, Madison, Monroe, Randolph, St. Clair et Washington |
| Jehu Baker                      | Républicain  | 4 mars 1865 - 3 mars 1869        | 39e , 40e   | Élu en 1864. Réélu en 1866. Retrait. | 1863–1873 Clinton, Madison, Monroe, Randolph, St. Clair et Washington |
| John B. Hay                     | Républicain  | 4 mars 1869 - 3 mars 1873        | 41e , 42e   | Élu en 1868. Réélu en 1870. Redécoupage vers le 17e district et perds sa réélection. | 1863–1873 Clinton, Madison, Monroe, Randolph, St. Clair et Washington |
| James Carroll Robinson          | Démocrate    | 4 mars 1873 - 3 mars 1875        | 43e         | Redécoupage depuis le 8e district et réélu en 1872. Retrait. | 1873–1883 Cass, Christian, Menard, Morgan, Sangamon et Scott |
| William McKendree Springer      | Démocrate    | 4 mars 1875 - 3 mars 1883        | 44e - 47e   | Élu en 1874. Réélu en 1876. Réélu en 1878. Réélu en 1880. Redécoupage vers le 13e district.                                                                                                 | 1873–1883 Cass, Christian, Menard, Morgan, Sangamon et Scott |
| James M. Riggs                  | Démocrate    | 4 mars 1883 - 3 mars 1887        | 48e , 49e   | Élu en 1882. Réélu en 1884. Retrait. | 1883–1895 |
| George A. Anderson              | Démocrate    | 4 mars 1887 - 3 mars 1889        | 50e         | Élu en 1886. Retrait. | 1883–1895 |
| Scott Wike                      | Démocrate    | 4 mars 1889 - 3 mars 1893        | 51e , 52e   | Élu en 1888. Réélu en 1890. Perds sa renomination. | 1883–1895 |
| John James McDannold            | Démocrate    | 4 mars 1893 - 3 mars 1895        | 53e         | Élu en 1892. Retrait. | 1883–1895 |
| Joseph Gurney Cannon            | Républicain  | 4 mars 1895 - 3 mars 1903        | 54e - 57e   | Redécoupage depuis le 15e district et réélu en 1894. Réélu en 1896. Réélu en 1898. Réélu en 1900. Perds sa réélection.                                                                      | 1895–1903 Iroquois, Kankakee, Vermillon et Will |
| Charles Eugene Fuller           | Républicain  | 4 mars 1903 - 3 mars 1913        | 58e - 62e   | Élu en 1902. Réélu en 1904. Réélu en 1906. Réélu en 1908. Réélu en 1910. Perds sa réélection.                                                                                               | 1903–1913 Boone, DeKalb, Grundy, Kendall, LaSalle et Winnebago |
| William H. Hinebaugh            | Progressiste | 4 mars 1913 - 3 mars 1915        | 63e         | Élu en 1912. Perds sa réélection. | 1913–1949 Boone, DeKalb, Grundy, Kendall, LaSalle et Winnebago |
| Charles Eugene Fuller           | Républicain  | 4 mars 1915 - 25 juin 1926       | 64e - 69e   | Élu en 1914. Réélu en 1916. Réélu en 1918. Réélu en 1920. Réélu en 1922. Réélu en 1924. Décès.                                                                                              | 1913–1949 Boone, DeKalb, Grundy, Kendall, LaSalle et Winnebago |
| Vacant                          | Vacant       | 25 juin 1926 - 3 mars 1927       | 69e         | | 1913–1949 Boone, DeKalb, Grundy, Kendall, LaSalle et Winnebago |
| John T. Buckbee                 | Républicain  | 4 mars 1927 - 23 avril 1936      | 70e- 74e    | Élu en 1926. Réélu en 1928. Réélu en 1930. Réélu en 1932. Réélu en 1934. Décès. | 1913–1949 Boone, DeKalb, Grundy, Kendall, LaSalle et Winnebago |
| Vacant                          | Vacant       | 23 avril 1936 - 3 janvier 1937   | 74e         | | 1913–1949 Boone, DeKalb, Grundy, Kendall, LaSalle et Winnebago |
| Noah M. Mason                   | Républicain  | 3 janvier 1937 - 3 janvier 1949  | 75e - 80e   | Élu en 1936. Réélu en 1938. Réélu en 1940. Réélu en 1942. Réélu en 1944. Réélu en 1946. Redécoupage vers le 15e district.                                                                   | 1913–1949 Boone, DeKalb, Grundy, Kendall, LaSalle et Winnebago |
| Edgar A. Jonas                  | Républicain  | 3 janvier 1949 - 3 janvier 1955  | 81e - 83e   | Élu en 1948. Réélu en 1950. Réélu en 1952. Perds sa réélection. | 1949–1953 Cook |
| Edgar A. Jonas                  | Républicain  | 3 janvier 1949 - 3 janvier 1955  | 81e - 83e   | Élu en 1948. Réélu en 1950. Réélu en 1952. Perds sa réélection. | 1953–1963 Cook |
| Charles A. Boyle                | Démocrate    | 3 janvier 1955 - 4 novembre 1959 | 84e - 86e   | Élu en 1954. Réélu en 1956. Réélu en 1958. Décès. | |
| Vacant                          | Vacant       | 4 novembre 1959 - 3 janvier 1961 | 86e         | | |
| Edward Rowan Finnegan           | Démocrate    | 3 janvier 1961- 3 janvier 1963   | 87e         | Élu en 1960. Redécoupage vers le 9e district. | |
| Robert McClory                  | Républicain  | 3 janvier 1963 - 3 janvier 1973  | 88e - 92e   | Élu en 1962. Réélu en 1964. Réélu en 1966. Réélu en 1968. Réélu en 1970. Redécoupage vers le 13e district.                                                                                  | 1963–1967 Boone, Lake et McHenry |
| Robert McClory                  | Républicain  | 3 janvier 1963 - 3 janvier 1973  | 88e - 92e   | Élu en 1962. Réélu en 1964. Réélu en 1966. Réélu en 1968. Réélu en 1970. Redécoupage vers le 13e district.                                                                                  | 1967–1973 Cook, Lake et McHenry |
| Phil Crane                      | Républicain  | 3 janvier 1973 - 3 janvier 1993  | 93e - 102e  | Élu en 1972. Réélu en 1974. Réélu en 1976. Réélu en 1978. Réélu en 1980. Réélu en 1982. Réélu en 1984. Réélu en 1986. Réélu en 1988. Réélu en 1990. Redécoupage vers le 8e district.        | 1973–1983 Cook et Lake |
| Phil Crane                      | Républicain  | 3 janvier 1973 - 3 janvier 1993  | 93e - 102e  | Élu en 1972. Réélu en 1974. Réélu en 1976. Réélu en 1978. Réélu en 1980. Réélu en 1982. Réélu en 1984. Réélu en 1986. Réélu en 1988. Réélu en 1990. Redécoupage vers le 8e district.        | 1983–1993 Cook, Lake et McHenry |
| Jerry Costello                  | Démocrate    | 3 janvier 1993 - 3 janvier 2013  | 103e - 112e | Redécoupage depuis le 21e et réélu en 1992. Réélu en 1994. Réélu en 1996. Réélu en 1998. Réélu en 2000. Réélu en 2002. Réélu en 2004. Réélu en 2006. Réélu en 2008. Réélu en 2010. Retrait. | 1993–2003 Alexander, Jackson, Madison, Monroe, Perry, Randolph, St. Clair, Union et Williamson |
| Jerry Costello                  | Démocrate    | 3 janvier 1993 - 3 janvier 2013  | 103e - 112e | Redécoupage depuis le 21e et réélu en 1992. Réélu en 1994. Réélu en 1996. Réélu en 1998. Réélu en 2000. Réélu en 2002. Réélu en 2004. Réélu en 2006. Réélu en 2008. Réélu en 2010. Retrait. | 2003–2013 Alexander, Franklin, Jackson, Madison, Monroe, Perry, Pulaski, Randolph, St. Clair, Union et Williamson |
| William Enyart                  | Démocrate    | 3 janvier 2013 - 3 janvier 2015  | 113e        | Élu en 2012. Perds sa réélection. | 2013–2023 Alexander, Franklin, Jackson, Jefferson, Madison, Monroe, Perry, Pulaski, Randolph, St. Clair, Union et Williamson |
| Mike Bost                       | Républicain  | 3 janvier 2015 - Présent         | 114e - 118e | Élu en 2014. Réélu en 2016. Réélu en 2018. Réélu en 2020. Réélu en 2022. | 2013–2023 Alexander, Franklin, Jackson, Jefferson, Madison, Monroe, Perry, Pulaski, Randolph, St. Clair, Union et Williamson |
| Mike Bost                       | Républicain  | 3 janvier 2015 - Présent         | 114e - 118e | Élu en 2014. Réélu en 2016. Réélu en 2018. Réélu en 2020. Réélu en 2022. | 2023–Présent Alexander, Clark, Clay, Clinton, Coles (en partie), Crawford, Cumberland, Edwards, Effingham, Franklin, Gallatin, Hamilton, Hardin, Jackson, Jasper, Jefferson, Johnson, Lawrence, Marion, Massac, Monroe, Perry, Pope, Pulaski, Randolph, Richland, Saline, St. Clair (en partie), Union, Wabash, Washington, Wayne, White et Williamson |

## Résultats des récentes élections

### 2004
| Élection de 2002 du 12e district congressionnel de l'Illinois | Élection de 2002 du 12e district congressionnel de l'Illinois | Élection de 2002 du 12e district congressionnel de l'Illinois | Élection de 2002 du 12e district congressionnel de l'Illinois | Élection de 2002 du 12e district congressionnel de l'Illinois |
| ------------------------------------------------------------- | ------------------------------------------------------------- | ------------------------------------------------------------- | ------------------------------------------------------------- | ------------------------------------------------------------- |
| Parti                                                         | Parti                                                         | Candidat                                                      | Votes                                                         | %                                                             |
|                                                               | Démocrate                                                     | Jerry Costello (sortant)                                      | 198 962                                                       | 69,5                                                          |
|                                                               | Républicain                                                   | Erin R. Zweigart                                              | 82 677                                                        | 28,9                                                          |
|                                                               | Libertarien                                                   | Walter B. Steele                                              | 4794                                                          | 1,7                                                           |
|                                                               | Write-In                                                      | Write-In                                                      | 2                                                             | 0,0                                                           |
| Total des votes                                               | Total des votes                                               | Total des votes                                               | 286 435                                                       | 100%                                                          |
|                                                               | Les Démocrates conservent                                     |                                                               |                                                               |                                                               |

### 2006
| Élection de 2006 du 12e district congressionnel de l'Illinois | Élection de 2006 du 12e district congressionnel de l'Illinois | Élection de 2006 du 12e district congressionnel de l'Illinois | Élection de 2006 du 12e district congressionnel de l'Illinois | Élection de 2006 du 12e district congressionnel de l'Illinois |
| ------------------------------------------------------------- | ------------------------------------------------------------- | ------------------------------------------------------------- | ------------------------------------------------------------- | ------------------------------------------------------------- |
| Parti                                                         | Parti                                                         | Candidat                                                      | Votes                                                         | %                                                             |
|                                                               | Démocrate                                                     | Jerry Costello (sortant)                                      | 157 284                                                       | 100%                                                          |
|                                                               | Write-In                                                      | Write-In                                                      | 7                                                             | 0.0                                                           |
| Total des votes                                               | Total des votes                                               | Total des votes                                               | 157 291                                                       | 100%                                                          |
|                                                               | Les Démocrates conservent                                     |                                                               |                                                               |                                                               |

### 2008
| Élection de 2008 du 12e district congressionnel de l'Illinois | Élection de 2008 du 12e district congressionnel de l'Illinois | Élection de 2008 du 12e district congressionnel de l'Illinois | Élection de 2008 du 12e district congressionnel de l'Illinois | Élection de 2008 du 12e district congressionnel de l'Illinois |
| ------------------------------------------------------------- | ------------------------------------------------------------- | ------------------------------------------------------------- | ------------------------------------------------------------- | ------------------------------------------------------------- |
| Parti                                                         | Parti                                                         | Candidat                                                      | Votes                                                         | %                                                             |
|                                                               | Démocrate                                                     | Jerry Costello (sortant)                                      | 212 891                                                       | 71,4                                                          |
|                                                               | Républicain                                                   | Timmy Jay Richardson Jr.                                      | 74 382                                                        | 24,9                                                          |
|                                                               | Vert                                                          | Rodger Jennings                                               | 10 907                                                        | 3,7                                                           |
|                                                               | Write-In                                                      | Harold Weigand                                                | 1                                                             | 0,0                                                           |
| Total des votes                                               | Total des votes                                               | Total des votes                                               | 298 181                                                       | 100%                                                          |
|                                                               | Les Démocrates conservent                                     |                                                               |                                                               |                                                               |

### 2010
| Élection de 2010 du 12e district congressionnel de l'Illinois | Élection de 2010 du 12e district congressionnel de l'Illinois | Élection de 2010 du 12e district congressionnel de l'Illinois | Élection de 2010 du 12e district congressionnel de l'Illinois | Élection de 2010 du 12e district congressionnel de l'Illinois |
| ------------------------------------------------------------- | ------------------------------------------------------------- | ------------------------------------------------------------- | ------------------------------------------------------------- | ------------------------------------------------------------- |
| Parti                                                         | Parti                                                         | Candidat                                                      | Votes                                                         | %                                                             |
|                                                               | Démocrate                                                     | Jerry Costello (sortant)                                      | 121 272                                                       | 59,8                                                          |
|                                                               | Républicain                                                   | Teri Newman                                                   | 74 046                                                        | 36,5                                                          |
|                                                               | Vert                                                          | Rodger Jennings                                               | 7387                                                          | 3,6                                                           |
| Total des votes                                               | Total des votes                                               | Total des votes                                               | 202 705                                                       | 100%                                                          |
|                                                               | Les Démocrates conservent                                     |                                                               |                                                               |                                                               |

### 2012
| Élection de 2012 du 12e district congressionnel de l'Illinois | Élection de 2012 du 12e district congressionnel de l'Illinois | Élection de 2012 du 12e district congressionnel de l'Illinois | Élection de 2012 du 12e district congressionnel de l'Illinois | Élection de 2012 du 12e district congressionnel de l'Illinois |
| ------------------------------------------------------------- | ------------------------------------------------------------- | ------------------------------------------------------------- | ------------------------------------------------------------- | ------------------------------------------------------------- |
| Parti                                                         | Parti                                                         | Candidat                                                      | Votes                                                         | %                                                             |
|                                                               | Démocrate                                                     | William Enyart                                                | 157 000                                                       | 51,7                                                          |
|                                                               | Républicain                                                   | Jason Plummer                                                 | 129 902                                                       | 42,7                                                          |
|                                                               | Vert                                                          | Paula Bradshaw                                                | 17 045                                                        | 5,6                                                           |
| Total des votes                                               | Total des votes                                               | Total des votes                                               | 303 947                                                       | 100%                                                          |
|                                                               | Les Démocrates conservent                                     |                                                               |                                                               |                                                               |

### 2014
| Élection de 2014 du 12e district congressionnel de l'Illinois | Élection de 2014 du 12e district congressionnel de l'Illinois | Élection de 2014 du 12e district congressionnel de l'Illinois | Élection de 2014 du 12e district congressionnel de l'Illinois | Élection de 2014 du 12e district congressionnel de l'Illinois |
| ------------------------------------------------------------- | ------------------------------------------------------------- | ------------------------------------------------------------- | ------------------------------------------------------------- | ------------------------------------------------------------- |
| Parti                                                         | Parti                                                         | Candidat                                                      | Votes                                                         | %                                                             |
|                                                               | Républicain                                                   | Mike Bost                                                     | 110 038                                                       | 52,5                                                          |
|                                                               | Démocrate                                                     | William Enyart                                                | 87 860                                                        | 41,9                                                          |
|                                                               | Vert                                                          | Paula Bradshaw                                                | 11 840                                                        | 5,6                                                           |
| Total des votes                                               | Total des votes                                               | Total des votes                                               | 209 738                                                       | 100%                                                          |
|                                                               | Les Républicains prennent aux Démocrates                      |                                                               |                                                               |                                                               |

### 2016
| Élection de 2016 du 12e district congressionnel de l'Illinois | Élection de 2016 du 12e district congressionnel de l'Illinois | Élection de 2016 du 12e district congressionnel de l'Illinois | Élection de 2016 du 12e district congressionnel de l'Illinois | Élection de 2016 du 12e district congressionnel de l'Illinois |
| ------------------------------------------------------------- | ------------------------------------------------------------- | ------------------------------------------------------------- | ------------------------------------------------------------- | ------------------------------------------------------------- |
| Parti                                                         | Parti                                                         | Candidat                                                      | Votes                                                         | %                                                             |
|                                                               | Républicain                                                   | Mike Bost (sortant)                                           | 169 976                                                       | 54,3                                                          |
|                                                               | Démocrate                                                     | C.J. Baricevic                                                | 124 246                                                       | 39,7                                                          |
|                                                               | Vert                                                          | Paula Bradshaw                                                | 18 780                                                        | 6,0                                                           |
| Total des votes                                               | Total des votes                                               | Total des votes                                               | 313 002                                                       | 100%                                                          |
|                                                               | Les Républicains conservent                                   |                                                               |                                                               |                                                               |

### 2018
| Élection de 2018 du 12e district congressionnel de l'Illinois | Élection de 2018 du 12e district congressionnel de l'Illinois | Élection de 2018 du 12e district congressionnel de l'Illinois | Élection de 2018 du 12e district congressionnel de l'Illinois | Élection de 2018 du 12e district congressionnel de l'Illinois |
| ------------------------------------------------------------- | ------------------------------------------------------------- | ------------------------------------------------------------- | ------------------------------------------------------------- | ------------------------------------------------------------- |
| Parti                                                         | Parti                                                         | Candidat                                                      | Votes                                                         | %                                                             |
|                                                               | Républicain                                                   | Mike Bost (sortant)                                           | 134 884                                                       | 51,6                                                          |
|                                                               | Démocrate                                                     | Brendan Kelly                                                 | 118 724                                                       | 45,4                                                          |
|                                                               | Vert                                                          | Randy Auxier                                                  | 7935                                                          | 3,0                                                           |
| Total des votes                                               | Total des votes                                               | Total des votes                                               | 261 543                                                       | 100%                                                          |
|                                                               | Les Républicains conservent                                   |                                                               |                                                               |                                                               |

### 2020
| Élection de 2020 du 12e district congressionnel de l'Illinois, | Élection de 2020 du 12e district congressionnel de l'Illinois, | Élection de 2020 du 12e district congressionnel de l'Illinois, | Élection de 2020 du 12e district congressionnel de l'Illinois, | Élection de 2020 du 12e district congressionnel de l'Illinois, |
| -------------------------------------------------------------- | -------------------------------------------------------------- | -------------------------------------------------------------- | -------------------------------------------------------------- | -------------------------------------------------------------- |
| Parti                                                          | Parti                                                          | Candidat                                                       | Votes                                                          | %                                                              |
|                                                                | Républicain                                                    | Mike Bost (sortant)                                            | 194 839                                                        | 60,4                                                           |
|                                                                | Démocrate                                                      | Ray Lenzi                                                      | 127 577                                                        | 39,6                                                           |
| Total des votes                                                | Total des votes                                                | Total des votes                                                | 322 416                                                        | 100%                                                           |
|                                                                | Les Républicains conservent                                    |                                                                |                                                                |                                                                |

### 2022
| Primaire Républicaine de 2022 du 12e district congressionnel de l'Illinois | Primaire Républicaine de 2022 du 12e district congressionnel de l'Illinois | Primaire Républicaine de 2022 du 12e district congressionnel de l'Illinois | Primaire Républicaine de 2022 du 12e district congressionnel de l'Illinois | Primaire Républicaine de 2022 du 12e district congressionnel de l'Illinois |
| -------------------------------------------------------------------------- | -------------------------------------------------------------------------- | -------------------------------------------------------------------------- | -------------------------------------------------------------------------- | -------------------------------------------------------------------------- |
| Parti                                                                      | Parti                                                                      | Candidat                                                                   | Votes                                                                      | %                                                                          |
|                                                                            | Républicain                                                                | Mike Bost (sortant)                                                        | 88 681                                                                     | 100%                                                                       |

| Primaire Démocrate de 2022 du 12e district congressionnel de l'Illinois | Primaire Démocrate de 2022 du 12e district congressionnel de l'Illinois | Primaire Démocrate de 2022 du 12e district congressionnel de l'Illinois | Primaire Démocrate de 2022 du 12e district congressionnel de l'Illinois | Primaire Démocrate de 2022 du 12e district congressionnel de l'Illinois |
| ----------------------------------------------------------------------- | ----------------------------------------------------------------------- | ----------------------------------------------------------------------- | ----------------------------------------------------------------------- | ----------------------------------------------------------------------- |
| Parti                                                                   | Parti                                                                   | Candidat                                                                | Votes                                                                   | %                                                                       |
|                                                                         | Démocrate                                                               | Homer Markel                                                            | 11 068                                                                  | 56,7                                                                    |
|                                                                         | Démocrate                                                               | Joshua Qualls                                                           | 43.3                                                                    | 8438                                                                    |

| Élection de 2022 du 12e district congressionnel de l'Illinois | Élection de 2022 du 12e district congressionnel de l'Illinois | Élection de 2022 du 12e district congressionnel de l'Illinois | Élection de 2022 du 12e district congressionnel de l'Illinois | Élection de 2022 du 12e district congressionnel de l'Illinois |
| ------------------------------------------------------------- | ------------------------------------------------------------- | ------------------------------------------------------------- | ------------------------------------------------------------- | ------------------------------------------------------------- |
| Parti                                                         | Parti                                                         | Candidat                                                      | Votes                                                         | %                                                             |
|                                                               | Républicain                                                   | Mike Bost (sortant)                                           | 218 379                                                       | 75,0                                                          |
|                                                               | Démocrate                                                     | Homer Markel                                                  | 72 791                                                        | 25,0                                                          |
|                                                               | Write-In                                                      | Write-In                                                      | 1                                                             | 0,0                                                           |
| Total des votes                                               | Total des votes                                               | Total des votes                                               | 291 171                                                       | 100%                                                          |
|                                                               | Les Républicains conservent                                   |                                                               |                                                               |                                                               |

### 2024
| Primaire Républicaine de 2024 du 12e district congressionnel de l'Illinois | Primaire Républicaine de 2024 du 12e district congressionnel de l'Illinois | Primaire Républicaine de 2024 du 12e district congressionnel de l'Illinois | Primaire Républicaine de 2024 du 12e district congressionnel de l'Illinois | Primaire Républicaine de 2024 du 12e district congressionnel de l'Illinois |
| -------------------------------------------------------------------------- | -------------------------------------------------------------------------- | -------------------------------------------------------------------------- | -------------------------------------------------------------------------- | -------------------------------------------------------------------------- |
| Parti                                                                      | Parti                                                                      | Candidat                                                                   | Votes                                                                      | %                                                                          |
|                                                                            | Républicain                                                                | Mike Bost (sortant)                                                        | 48 770                                                                     | 51,4                                                                       |
|                                                                            | Républicain                                                                | Preston Nelson                                                             | 46 035                                                                     | 48,6                                                                       |

| Primaire Démocrate de 2024 du 12e district congressionnel de l'Illinois | Primaire Démocrate de 2024 du 12e district congressionnel de l'Illinois | Primaire Démocrate de 2024 du 12e district congressionnel de l'Illinois | Primaire Démocrate de 2024 du 12e district congressionnel de l'Illinois | Primaire Démocrate de 2024 du 12e district congressionnel de l'Illinois |
| ----------------------------------------------------------------------- | ----------------------------------------------------------------------- | ----------------------------------------------------------------------- | ----------------------------------------------------------------------- | ----------------------------------------------------------------------- |
| Parti                                                                   | Parti                                                                   | Candidat                                                                | Votes                                                                   | %                                                                       |
|                                                                         | Démocrate                                                               | Brian Roberts                                                           | 10 775                                                                  | 60,1                                                                    |
|                                                                         | Démocrate                                                               | Preston Nelson                                                          | 7151                                                                    | 39,9                                                                    |

| Élection de 2024 du 12e district congressionnel de l'Illinois | Élection de 2024 du 12e district congressionnel de l'Illinois | Élection de 2024 du 12e district congressionnel de l'Illinois | Élection de 2024 du 12e district congressionnel de l'Illinois | Élection de 2024 du 12e district congressionnel de l'Illinois |
| ------------------------------------------------------------- | ------------------------------------------------------------- | ------------------------------------------------------------- | ------------------------------------------------------------- | ------------------------------------------------------------- |
| Parti                                                         | Parti                                                         | Candidat                                                      | Votes                                                         | %                                                             |
|                                                               | Républicain                                                   | Mike Bost (sortant)                                           | 272 754                                                       | 74,2                                                          |
|                                                               | Démocrate                                                     | Brian Roberts                                                 | 94 875                                                        | 25,8                                                          |
| Total des votes                                               | Total des votes                                               | Total des votes                                               | 367 629                                                       | 100 %                                                         |
|                                                               | Les Républicains conservent                                   |                                                               |                                                               |                                                               |